# Кампечинский луциан
О музыкальном коллективе см. Red Snapper. О коктейле см. Кровавая Мэри (коктейль).
Кампечинский луциан, или мексиканский луциан (лат. Lutjanus campechanus) — вид рыб из семейства луциановых, обитающий в Мексиканском заливе и у атлантического побережья США на север до Массачусетса. На север от Северной Каролины он встречается всё реже.

## Описание
Кампечинский луциан обычно длиной до 60 см, однако, имеются экземпляры длиной до 1 м и весом до 22,8 кг. Спина относительно высокая. Глаза маленькие, голова примерно в 6,5 раз больше диаметра глаз. Грудные плавники длинные, но не достают до анального отверстия. Выше боковой линии чешуя расположена косыми поднимающимися до спинного плавника рядами, ниже — рядами параллельно боковой линии. Окрас тела от багрового до кирпичного цвета, экземпляры длиной от 30 до 35 см имеют большое тёмное пятно ниже задней части спинного плавника с мягкими лучами.

## Образ жизни
Кампечинский луциан населяет рифы на глубине от 10 до 190 м. Чаще всего он держится на глубине от 30 до 130 м, при этом на севере своего ареала глубже, чем в южной части. Питается преимущественно мелкими рыбами, ракообразными, головоногими, червями, улитками и другими беспозвоночными. Максимальная продолжительность жизни составляет 57 лет.

## Размножение
Период размножения с апреля по декабрь. Нерест проходит интенсивнее всего в северном Мексиканском заливе с июня по август, у юго-западной Флориды с августа по сентябрь. Диаметр икринок составляет от 0,77 до 0,85 мм. Личинки проклёвываются через 20—27 часов при температуре воды от 23 до 27 ºC.

## Значение
Кампечинский луциан — это отличная съедобная рыба и одна из самых важных промысловых рыб в Мексиканском заливе. Для ловли используют ярус и донный трал.